# Heinrich Buntzen
Heinrich Buntzen (født 29. september 1803 i Kiel, død 12. januar 1892 i Ordrup) var en dansk maler.
Han var søn af marskandiser Johan Ditlev Buntzen og Margrethe født Sievertsen. Efter at have lært malerhåndværket i Kiel og allerede øvet sig i kunstnerisk retning, dels under vejledning af malerebrødrene Bünsow, dels ved selvstudier efter Anthonie Waterloos raderinger, kom han i 1821 til København, hvor han besøgte Kunstakademiet og flere gange vandt pengepræmie som landskabsmaler. I 1838 fik han rejseunderstøttelse af Fonden ad usus publicos i to år og derpå 1840 atter i to år af Kunstakademiet. Efter hjemkomsten (1842) blev han agreèret i 1845 og i 1850 medlem af Akademiet for Landskab, Motivet fra Hellebæk. Allerede i 1831 havde Den Kongelige Malerisamling købt Skovparti i Charlottenlund, Aftenbelysning, i 1835 købtes Parti ved Taarbæk (nu i Århus), i 1839 Ege- og Bøgekrat ved Dyrehaven. I Thorvaldsens Museum findes bl.a. Landskab med optrækkende Uvejr (1845). Hans billeder, hvori et alvorligt naturstudium tidlig gjorde sig gældende, udmærke sig ved en sikker tegning og en frisk og levende, undertiden dog noget hård farve. 28. juni 1833 ægtede han Caroline Birgitte Hansen (26. december 1805 – 4. februar 1882), datter af blokmager Nicolai Hansen og Frederikke Christine Hess, og han har i mange år haft sin lille landlige bolig i udkanten af Charlottenlund, selv medens han til stadighed informerede i København.
Han fik 1863 titel af professor og blev 1877 Ridder af Dannebrog.
Han er begravet på Gentofte Kirkegård.